# Mike Taylor
Michael Rene «Mike» Taylor (Chicago, Illinois, 21 de enero de 1986) es un jugador de baloncesto estadounidense que se encuentra sin equipo. Mide 1,88 metros de altura y juega en la posición de base. Es el primer jugador de la historia en entrar en el Draft de la NBA tras haber jugado en la NBA Development League.[cita requerida]

## Trayectoria deportiva

### Universidad
Jugó sus dos primeros años de universitario en el Chipiola Junior College de la NJCAA. En su segunda temporada consiguió ser incluido en el mejor quinteto de su conferencia tras promediar 12,5 puntos, 3,8 asistencias y 1,8 robos de balón. En 2006 fue transferido a la Universidad de Iowa State de la División I de la NCAA. En la que sería su única temporada con los Cyclones lideró al equipo en anotación (16,0 puntos por partido), asistencias (4,5) y robos (1,1), ganándose una mención honorífica por parte de los entrenadores y de la Associated Press en la Big 12 Conference. Anotó 20 o más puntos en 9 ocasiones, logrando su mejor registro de anotación ante la Universidad de Minnesota, consiguiendo 33 puntos con 6 de 13 tripes convertidos.
En julio de 2007 fue despedido del equipo después de protagonizar 3 incidentes diferentes con el resultado de arresto en todos los casos por las autoridades, por un asunto de vandalismo, otro de hurto en un supermercado y finalmente por matriculación falsa de su vehículo.
Tras esos incidentes, se matriculó en Clayton State, de la División II, pero abandonó antes de comenzar la temporada. 

#### Estadísticas
| Chipola JC | P  | PT | TCC | TCI | %TC  | TLC | TLC | %TL  | 3PC | 3PI | %T3  | REB | ASIS | ROB | TAP | PTS | MEDIA |
| 2004-05    | 31 | 0  | 76  | 163 | .466 | 59  | 81  | .728 | 2   | 16  | .125 | 109 | 59   | 19  | 3   | 213 | 6.90  |
| 2005-06    | 33 | 0  | 148 | 311 | .476 | 61  | 95  | .642 | 57  | 144 | .396 | 181 | 117  | 60  | 6   | 414 | 12.5  |
| Total      | 64 | 0  | 224 | 474 | .473 | 120 | 176 | .682 | 59  | 160 | .369 | 290 | 176  | 79  | 9   | 627 | 9.80  |
| Iowa State | P  | PT | TCC | TCI | %TC  | TLC | TLC | %TL  | 3PC | 3PI | %T3  | REB | ASIS | ROB | TAP | PTS | MEDIA |
| 2006-07    | 31 | 30 | 165 | 439 | .376 | 88  | 129 | .682 | 77  | 214 | .360 | 126 | 140  | 35  | 3   | 495 | 16.0  |

### Profesional
En diciembre de 2007 ficha por los Idaho Stampede de la NBA Development League, con los que promedia 14,5 puntos, 3,5 rebotes y 4,3 asistencias como sexto hombre. Anotó 20 o más puntos en 11 ocasiones. Su equipo ganó el título de campeón, con Taylor aportando 15,0 puntos y 3,7 rebotes en las finales.
Fue elegido en la posición 55 de la segunda ronda del Draft de la NBA de 2008 por Portland Trail Blazers, que habían adquirido la elección desde Phoenix Suns como parte del traspaso de James Jones, que a su vez había sido cambiada con Indiana Pacers como parte del traspaso de James White, cuyos derechos acabaron finalmente en Los Angeles Clippers. Pero la misma noche del draft fue traspasado precisamente a los Clippers a cambio de una furtura segunda ronda del draft de 2009. Jugó 5 partidos en la Liga de Verano disputada en Las Vegas, en la que fue el tercer máximo anotador de su equipo promediando 10,7 puntos por partido, además de 4,7 rebotes y 2,3 asistencias en 25,7 minutos de juego.
El 15 de julio de 2008 firmó finalmente contrato con los Clippers.
[actualizar]
El 30 de enero de 2013 es traspasado, junto a Morris Almond, a los Los Angeles D-Fenders a cambio de Jarrid Famous.
[actualizar]

## Estadísticas de su carrera en la NBA

### Temporada regular
| Año     | Equipo        | PJ | PT | MPP  | %TC  | %3P  | %TL  | RPP | APP | ROB | TPP | PPP |
| ------- | ------------- | -- | -- | ---- | ---- | ---- | ---- | --- | --- | --- | --- | --- |
| 2008–09 | L.A. Clippers | 51 | 5  | 15.1 | .412 | .325 | .691 | 1.7 | 2.1 | .7  | .0  | 5.7 |
| Total   |               | 51 | 5  | 15.1 | .412 | .325 | .691 | 1.7 | 2.1 | .7  | .0  | 5.7 |